# 花园宝宝
《花園寶寶》（英語：In the Night Garden...）是英国广播公司专为1至6岁儿童而设的一个儿童電視节目，本节目由布娃娃公司制作，拍攝在實景中穿著道具服的演員，並搭配電腦特效。节目於2005年10月開始製作，于2007年3月正式開播。据创作人员介绍，本剧的目标是为2至4岁的小孩帶來歡樂，100集的内容約耗費1450万英镑。

## 簡介
該節目以小孩睡著後进入梦中的世界为主题，教育孩童认识及探索世界。每集开头均有一个小孩（每集不同），在母亲的引导下睡着，然后化身为角色进入花园世界。剧集中除了一些简单容易理解的故事，还有各个角色教观众刷牙、演奏乐器、数数等。同时花园宝宝也会向观众传达一些正面知识，如：坐无轨列车時要扣安全带、演奏乐器時不要影响邻居等。

## 角色

### 真人扮演
依古·比古（Little Igglepiggle 扮演者：Nick Kellington）性别不明，头上有类似鸡冠的东西，声音类似小鸡。按片中每集开头的角色代入，依古比古应该是代表看此片的小朋友，在睡梦中进入花园世界的精灵。依古比古全身蓝色，有自己的角色歌和舞蹈，很喜欢自己的依古比古毛毯，经常拿着毛毯跳舞；每次均会坐船拖车在大海中飘荡，然后关灯睡觉，并进入花园世界。每集结束后会是最晚睡觉的一位。
唔西·迪西（Little Upsy Daisy 扮演者：Rebecca Hyland）根据其装扮应该为女性，是生活在花园世界的布娃娃，有自己的角色歌和舞蹈，長得像一朵菊花。高兴或跳舞时花蕊般的头发会竖起，裙子也会提高。在花园世界有张小床拖车，有轮子可动，下面有抽屉。剧集结束时有时会明示她回到床拖车睡觉。
玛卡·巴卡（Little Makka Pakka 扮演者：Justyn Towler）住在花园世界的玛卡巴卡地洞的毛绒玩具，性别不明，每次登场均会跳玛卡巴卡舞。它有一辆类似三轮车的小推车，上面可以装载一块海绵，一块肥皂，一块烘干器以及一块喇叭。在剧集中常参与清洁工作，包括为各位角色洗面、清洁叮叮车等。
汤姆布利柏（The Tombliboos。Unn 扮演者：Andy Wareham，Ooo 扮演者：Holly Denoon/Isaac Blake，Eee 扮演者：Elisa Laghi）花园世界的三个娃娃，住在汤姆布利柏灌木屋。每人各有一条汤姆布利柏裤子晾在汤姆布利柏洗衣线上在灌木屋外，每天出来就会穿裤子。汤姆布利柏有自己的角色歌和舞蹈，会用汤姆布利柏牙刷刷牙及演奏汤姆布利柏乐器。

### CG制作
小点点（The Pontipines 红色）／小豆豆（The Wottingers 蓝色）花园世界的釘娃娃。一家十口的两个家庭，住在小点点树屋。身形细小且十分像汤姆布利柏蚂蚁。剧集中经常逐个出现以教会观众数数。也有一家出去游玩的汤姆布利柏时候。
哈呼呼（The Haa-Haahoo-Hoos "Haahoos"）花园世界的充氣娃娃，其特征类似气球。通常在片尾的舞蹈中出现。甚少活动。
小鸟儿（The Tittifers）花园世界的一群小鸟儿，色彩鲜艳。它们经常在片中的过场演奏音乐。
飞飞鱼（Little Pinky Ponky Ponk）花园世界的鱼玩具机器人飞艇，似乎有自我思考能力（因未有显示其驾驶员）。类似齐柏林飞艇，但在船身上有多个小型翅膀。经常搭载其他人物在花园世界中游玩。片中其比例经常变化，让人觉得大小像玩具，但又可以搭载比它大很多的花园世界人物。
叮叮车（Little Ninky Nonky Nonk）花园世界的龙玩具机器人无轨列车，类似铁路机车，与飞飞鱼一样似乎有自我思考的能力。叮叮车有多个车厢，可以搭载花园世界的角色游玩。其比例与飞飞鱼一样经常变化。

## 所得奖项
- 2007年BAFTA儿童奖

- 最佳学龄前实景系列剧获奖
- 本剧网页被提名“最佳互动区域奖”

- 2008年BAFTA儿童奖

- 最佳学龄前实景系列剧获奖

- 2009年BAFTA儿童奖

- 最佳学龄前实景系列剧提名

## 網路流行

### 晚安，瑪卡巴卡
由於節目每一集的結尾中，旁白會跟節目中所有的角色道晚安，因此出現了「晚安，瑪卡巴卡」這個句子。 「瑪卡巴卡」後來也被延成「晚安」的意思，成為許多人的日常聊天用語。其實在「晚安，瑪卡巴卡」之後還可以接著回覆「晚安，烏西蒂西」。自幾年前就有此用語，後來2023年7月又再度爆紅，成為Threads的流行語。

### 瑪卡巴卡之歌
因為「晚安，瑪卡巴卡」，而衍生出「瑪卡巴卡之歌」。歌詞為「 瑪卡．巴卡／阿卡，哇卡／米卡，瑪卡，呣／瑪卡．巴卡，阿巴，雅卡／伊卡，阿卡，噢／哈姆，達姆，阿卡嗙／咿 呀 呦／瑪卡．巴卡，阿卡，哇卡／米卡，瑪卡，呣！」